# Karey Goussou (Dioundiou)
Karey Goussou (auch: Karégoussou, Kareye Goussou) ist ein Dorf in der Landgemeinde Dioundiou in Niger.

## Geographie
Das von einem traditionellen Ortsvorsteher (chef traditionnel) geleitete Dorf befindet sich rund zwölf Kilometer südwestlich des Hauptorts Dioundiou der gleichnamigen Landgemeinde und des gleichnamigen Departements Dioundiou in der Region Dosso. Eine Siedlung in der näheren Umgebung von Karey Goussou ist Komakaïna im Nordosten.
Es herrscht das Klima der Sudanzone vor, mit einer durchschnittlichen jährlichen Niederschlagsmenge zwischen 600 und 700 mm.

## Geschichte
Die 150 Kilometer lange Piste zwischen Dosso und Gaya, die durch Karey Goussou führte, galt in den 1920er Jahren als einer der Hauptverkehrswege in der damaligen französischen Kolonie Niger. Sie war in der Trockenzeit mit Automobilen befahrbar.

## Bevölkerung
Bei der Volkszählung 2012 hatte Karey Goussou 1292 Einwohner, die in 151 Haushalten lebten. Bei der Volkszählung 2001 betrug die Einwohnerzahl 826 in 115 Haushalten und bei der Volkszählung 1988 belief sich die Einwohnerzahl auf 591 in 962 Haushalten.

## Wirtschaft und Infrastruktur
Im Dorf wird eine Foniohirse-Varietät angebaut, die besonders früh nach der Aussaat, nach 60 bis 90 Tagen, geerntet werden kann.